# Mexiletina
La  mexiletina  è un antiaritmico, un principio attivo di indicazione specifica contro le anomalie del ritmo cardiaco (aritmie) Rientra nella classe IB. Provoca un decremento della frequenza dei potenziali d'azione allungando la fase di ripolarizzazione, attraverso il blocco dei canali per il sodio.

## Indicazioni
Viene utilizzato come terapia contro aritmie ventricolari.

## Controindicazioni
Controindicato in caso di shock cardiogeno, blocco atrioventricolare (2-3º grado)

## Effetti indesiderati
Fra gli effetti collaterali più frequenti si riscontrano vomito, dispepsia, nausea, ipotensione, diarrea, bradicardia, insonnia, sonnolenza.